# Reggie Lambe
Pour les articles homonymes, voir Lambe.
Reginald Thompson-Lambe est un footballeur international bermudien, né le 4 février 1991 à Hamilton (Bermudes), qui évolue au poste de milieu de terrain au Needham Market FC.

## Biographie

### Carrière en club
Lambe rejoint l'académie de football du club anglais Ipswich Town. Il fait sa première apparition en équipe première dès la saison 2009-2010 lors d'un match de coupe contre Shrewsbury Town. Il devra attendre la saison suivante, plus précisément le 7 août 2010, pour jouer en Premier League en rentrant à une demi-heure de la fin lors de la victoire 1-3 acquise sur le terrain de Middlesbrough. Peu utilisé, il est prêté aux Bristol Rovers en League Two (D4 anglaise).
Il signe avec la MLS afin de jouer pour le Toronto FC, le 7 décembre 2011. Après un bref séjour en Suède (Nyköpings BIS), il revient en Angleterre en 2014 pour évoluer, d'abord au Mansfield Town puis au Carlisle United, son club actuel.
Le 28 juin 2018, il rejoint Cambridge United.

### Carrière internationale
Lambe fait sa première apparition en sélection nationale à seulement 16 ans contre Saint-Kitts-et-Nevis, le 14 décembre 2007 (défaite 1-2). Le 30 août 2008, il inscrit quatre buts contre la sélection de Saint-Martin lors des tours préliminaires de la Coupe caribéenne des nations 2008.
Avec 41 sélections (pour neuf buts marqués), Lambe est le capitaine de l'équipe bermudienne de football. Il a notamment disputé trois éliminatoires consécutives de Coupe du monde en 2010, 2014 et 2018.
En juin 2019, il est retenu par le sélectionneur Kyle Lightbourne afin de participer à la Gold Cup organisée aux États-Unis, en Jamaïque et au Costa Rica.

#### Buts en sélection
| Buts en sélection de Reggie Lambe | Buts en sélection de Reggie Lambe | Buts en sélection de Reggie Lambe                            | Buts en sélection de Reggie Lambe | Buts en sélection de Reggie Lambe | Buts en sélection de Reggie Lambe | Buts en sélection de Reggie Lambe |
|                                   | Date                              | Lieu                                                         | Adversaire                        | Score                             | Résultat                          | Compétition                       |
| --------------------------------- | --------------------------------- | ------------------------------------------------------------ | --------------------------------- | --------------------------------- | --------------------------------- | --------------------------------- |
| 1.                                | 30 août 2008                      | Truman Bodden Stadium, George Town (Îles Caïman)             | Saint-Martin                      | 1-0                               | 7-0                               | QCAR 2008                         |
| 2.                                | 30 août 2008                      | Truman Bodden Stadium, George Town (Îles Caïman)             | Saint-Martin                      | 3-0                               | 7-0                               | QCAR 2008                         |
| 3.                                | 30 août 2008                      | Truman Bodden Stadium, George Town (Îles Caïman)             | Saint-Martin                      | 4-0                               | 7-0                               | QCAR 2008                         |
| 4.                                | 30 août 2008                      | Truman Bodden Stadium, George Town (Îles Caïman)             | Saint-Martin                      | 5-0                               | 7-0                               | QCAR 2008                         |
| 5.                                | 26 mars 2016                      | Bermuda National Stadium, Devonshire (Bermudes)              | Guyane                            | 2-1                               | 2-1                               | QCAR 2017                         |
| 6.                                | 21 mars 2018                      | Sir Vivian Richards Stadium, St. John's (Antigua-et-Barbuda) | Antigua-et-Barbuda                | 3-2                               | 3-2                               | Amical                            |
| 7.                                | 12 octobre 2018                   | Bermuda National Stadium, Devonshire (Bermudes)              | Sint Maarten                      | 1-0                               | 12-0                              | QGC 2019                          |
| 8.                                | 12 octobre 2018                   | Bermuda National Stadium, Devonshire (Bermudes)              | Sint Maarten                      | 3-0                               | 12-0                              | QGC 2019                          |
| 9.                                | 12 octobre 2018                   | Bermuda National Stadium, Devonshire (Bermudes)              | Sint Maarten                      | 11-0                              | 12-0                              | QGC 2019                          |

## Palmarès

### En club
Toronto FC
- Champion du Canada en 2012.

### Distinctions individuelles
- Meilleur buteur du championnat canadien en 2012 avec deux buts (ex æquo avec trois autres joueurs).